# تشارلي تايرا
تشارلي تايرا (بالإنجليزية: Charlie Tyra)‏ مواليد 16 أغسطس 1935 في لويفيل - الوفاة 29 ديسمبر 2006، كان لاعب كرة سلة أمريكي. بدأ مسيرته الاحترافية في سنة 1957. تم اختياره من قبل فريق ديترويت بيستونز خلال الدرافت. حمل الرقم 14. بلغ طوله 6 قدم 8 بوصة (2.0 م). اعتزل اللعب في 1963.

## روابط خارجية
- تشارلي تايرا على موقع إن بي أي (الإنجليزية)
- تشارلي تايرا على موقع سبورتس رفرنس (الإنجليزية)
- تشارلي تايرا على موقع كلية كرة السلة في سبورتس رفرنس.كوم (الإنجليزية)
- تشارلي تايرا على موقع ريلجم (الإنجليزية)
- تشارلي تايرا على موقع بروبوليرز (الإنجليزية)